# راندي بارنز
راندي بارنز (بالإنجليزية: Randy Barnes) هو منافس ألعاب قوى أمريكي، ولد في 16 يونيو 1966 في تشارلستون في الولايات المتحدة.

## وصلات خارجية
- راندي بارنز على موقع الاتحاد الدولي لألعاب القوى (الإنجليزية)
- راندي بارنز على موقع أوليمبيديا (الإنجليزية)